# Бруант чорнобровий
Бруант чорнобровий (Zonotrichia atricapilla) — вид горобцеподібних птахів родини Passerellidae. Поширений на заході Північної Америки.

## Поширення
Неарктичний вид, який гніздиться на Алеутських островах і на заході Аляски. Рідко трапляється в центральній частині Аляски та лише у виняткових випадках зустрічається на півночі Аляски. На півдні ареал поширення простягається від західної Канади до Британської Колумбії. Місцем їхнього проживання є зарості на узліссях. Перелітний птах, який у зимові місяці мігрує на західному узбережжі Сполучених Штатів.
Навесні і влітку мешкає в хвойних лісах і на ділянках тундрової чагарникової рослинності. На місцях зимівлі воліє густі чагарники.

## Опис
Дорослі особини мають середню довжину від 15 до 17 см (від кінчика дзьоба до кінчика хвоста). Статевого диморфізму немає. Забарвлення тіла дуже схоже на колір інших видів цього роду: коричневі верхні частини спини та свинцево-сірі нижні частини з деякими коричневими відтінками на животі. Його діагностичні ознаки виявлені на голові: яскраво-жовта корона з білим на спині, оточена товстою чорною смугою, яка межує з очима та включає лоб. Інша частина голови, включаючи щоки, потилицю, горло і шию, сіра.
Взимку оперення дорослих особин може змінюватися, стаючи більш тьмяним. Коронка може залишатися жовтуватого кольору, а в деяких випадках вона може бути повністю коричневою, що ускладнює ідентифікацію виду. Такий же малюнок оперення використовується у молодих особин.